# Llista de topònims de Montcada i Reixac
Llista de topònims (noms propis de lloc) del municipi de Montcada i Reixac, al Vallès Occidental
Informació actualitzada per un bot. Els canvis manuals es perdran quan s'actualitzi!

## aqüeducte
| imatge | Nom                                            | Ubicat a                   | instància de   | Detalls                     | coordenades                                                                  | Protecció                                  | Commons (més fotos)           | Dades a WD                    |
| ------ | ---------------------------------------------- | -------------------------- | -------------- | --------------------------- | ---------------------------------------------------------------------------- | ------------------------------------------ | ----------------------------- | ----------------------------- |
|        | Aqüeducte de Tapioles                          | Montcada i Reixac          | aqüeducte      | Estil: arquitectura popular | 41° 28′ 06″ N, 2° 09′ 31″ E / 41.46828°N,2.15863°E                           | bé integrant del patrimoni cultural català | Aqüeducte de Tapioles         | Modifica les dades a Wikidata |
|        | Aqüeducte del Vallès sobre el torrent del Bosc | Ciutat Meridiana Can Cuiàs | aqüeducte pont |                             | 41° 27′ 39″ N, 2° 10′ 18″ E / 41.460881°N,2.171537°E ca:Av. Rasos de Peguera | bé cultural d'interès local                | Aqüeducte del Vallès (tram 1) | Modifica les dades a Wikidata |

## casa
| imatge | Nom                  | Ubicat a          | instància de               | Detalls | coordenades | Protecció                                                               | Commons (més fotos)                 | Dades a WD                    |
| ------ | -------------------- | ----------------- | -------------------------- | --- | --- | ----------------------------------------------------------------------- | ----------------------------------- | ----------------------------- |
|        | Ca l'Oriol Nou       | Montcada i Reixac | casa                       | | 41° 29′ 00″ N, 2° 11′ 37″ E / 41.48346505792714°N,2.193660736083985°E                                                      |                                                                         | Ca l'Oriol Nou                      | Modifica les dades a Wikidata |
|        | Ca l'Ubach           | Montcada i Reixac | casa                       | Estil: modernisme català arquitectura modernista                                                                  | 41° 29′ 14″ N, 2° 11′ 17″ E / 41.487312°N,2.188143°E ca:Barcelona, 9                                                       | bé integrant del patrimoni cultural català                              | Ca l'Ubach (Montcada i Reixac)      | Modifica les dades a Wikidata |
|        | Can Bonet            | Montcada i Reixac | casa masia                 | Estil: modernisme català arquitectura modernista                                                                  | 41° 29′ 25″ N, 2° 11′ 43″ E / 41.490181°N,2.195403°E                                                                       | bé cultural d'interès local                                             | Torre de Can Bonet                  | Modifica les dades a Wikidata |
|        | Can Casamada         | Montcada i Reixac | casa                       | Estil: arquitectura neoclàssica 19th century                                                                      | 41° 29′ 01″ N, 2° 11′ 17″ E / 41.48373°N,2.18796°E ca:C. Colon, 3-5 - c. Montiu, 3-8 36 msnm                               | bé cultural d'interès local                                             | Can Casamada (Montcada i Reixac)    | Modifica les dades a Wikidata |
|        | Can Fàbregas         | Montcada i Reixac | casa                       | Estil: noucentisme 20th century                                                                                   | 41° 29′ 09″ N, 2° 10′ 57″ E / 41.48575°N,2.18255°E ca:C. Quarters, 8 61 msnm                                               | bé cultural d'interès local                                             | Can Fàbregas (Montcada i Reixac)    | Modifica les dades a Wikidata |
|        | Can Rufí             | Montcada i Reixac | casa                       | Estil: modernisme català arquitectura modernista                                                                  | 41° 29′ 07″ N, 2° 11′ 14″ E / 41.485363°N,2.187113°E ca:Carrer Domènec Fins, 48                                            | bé integrant del patrimoni cultural català bé amb protecció urbanística | Can Rufí                            | Modifica les dades a Wikidata |
|        | Can Valentí          | Montcada i Reixac | casa                       | Estil: modernisme català arquitectura modernista                                                                  | 41° 28′ 38″ N, 2° 11′ 57″ E / 41.477345°N,2.199092°E ca:Camí que surt de la crtra. de Montcada a Badalona - B-5011, km 8,1 | bé cultural d'interès local                                             | Torre Valentí (Montcada i Reixac)   | Modifica les dades a Wikidata |
|        | Can Vila             | Montcada i Reixac | casa                       | Arquitecte: Joan Maymó i Cabanellas Enric Sagnier i Villavecchia Estil: modernisme català arquitectura modernista | 41° 29′ 02″ N, 2° 11′ 12″ E / 41.483954°N,2.186753°E ca:Carrer Major, 100-102                                              | bé cultural d'interès local                                             | Can Vila (Montcada i Reixac)        | Modifica les dades a Wikidata |
|        | Casa Berrocal        | Montcada i Reixac | casa                       | Estil: arquitectura eclèctica                                                                                     | 41° 28′ 53″ N, 2° 11′ 15″ E / 41.481407165527344°N,2.1875689029693604°E ca:Carrer de Colom, 15                             |                                                                         |                                     | Modifica les dades a Wikidata |
|        | Casa Casanovas       | Montcada i Reixac | casa                       | Estil: arquitectura eclèctica                                                                                     | 41° 29′ 03″ N, 2° 11′ 13″ E / 41.484130859375°N,2.1869359016418457°E ca:Carrer Major, 74                                   | bé amb protecció urbanística                                            |                                     | Modifica les dades a Wikidata |
|        | Casa de la Mina      | Montcada i Reixac | casa                       | | 41° 28′ 28″ N, 2° 11′ 11″ E / 41.474495°N,2.186316°E 34 msnm                                                               |                                                                         | Casa de la Mina (Montcada i Reixac) | Modifica les dades a Wikidata |
|        | Torre de Can Valentí | Montcada i Reixac | casa                       | Estil: arquitectura popular                                                                                       | 41° 28′ 39″ N, 2° 11′ 55″ E / 41.477445°N,2.198619°E                                                                       | bé integrant del patrimoni cultural català                              |                                     | Modifica les dades a Wikidata |
|        | Vila Palacios        | Montcada i Reixac | casa                       | Estil: arquitectura neoclàssica 19th century                                                                      | 41° 29′ 09″ N, 2° 11′ 13″ E / 41.48597°N,2.18697°E ca:C. Closes, 10 59 msnm                                                | bé cultural d'interès local                                             | Vila Palacios (Montcada i Reixac)   | Modifica les dades a Wikidata |
|        | casa Cuyàs           | Montcada i Reixac | casa                       | | 41° 29′ 03″ N, 2° 11′ 13″ E / 41.4842°N,2.186907°E ca:Major, 90                                                            | bé integrant del patrimoni cultural català                              | Casa Cuyàs (Montcada i Reixac)      | Modifica les dades a Wikidata |
|        | casa Vilarrasa       | Montcada i Reixac | casa                       | Estil: arquitectura eclèctica                                                                                     | 41° 29′ 03″ N, 2° 11′ 13″ E / 41.48414°N,2.18688°E ca:Carrer Major, 92                                                     | bé integrant del patrimoni cultural català                              | Casa Vilarrasa (Montcada i Reixac)  | Modifica les dades a Wikidata |
|        | torre Alemany        | Montcada i Reixac | casa habitatge unifamiliar | | 41° 28′ 52″ N, 2° 11′ 08″ E / 41.48111003512551°N,2.1854317188262944°E                                                     | bé amb protecció urbanística                                            | Torre Alemany                       | Modifica les dades a Wikidata |
|        | torre Fins           | Montcada i Reixac | casa                       | | 41° 29′ 04″ N, 2° 11′ 10″ E / 41.484381323534095°N,2.1861076354980473°E                                                    | bé amb protecció urbanística                                            | Torre Fins                          | Modifica les dades a Wikidata |
|        | torre Santaló        | Montcada i Reixac | casa                       | | 41° 29′ 04″ N, 2° 11′ 11″ E / 41.48447375311712°N,2.1862578392028813°E                                                     | bé amb protecció urbanística                                            | Torre Santaló                       | Modifica les dades a Wikidata |

## cementiri
| imatge | Nom                              | Ubicat a          | instància de | Detalls                                        | coordenades                                                                          | Protecció                    | Commons (més fotos)              | Dades a WD                    |
| ------ | -------------------------------- | ----------------- | ------------ | ---------------------------------------------- | ------------------------------------------------------------------------------------ | ---------------------------- | -------------------------------- | ----------------------------- |
|        | cementiri de Collserola          | Montcada i Reixac | cementiri    |                                                | 41° 27′ 40″ N, 2° 09′ 29″ E / 41.461036°N,2.158192°E Collserola 123 msnm             |                              | Cementiri de Collserola          | Modifica les dades a Wikidata |
|        | cementiri de Montcada            | Montcada i Reixac | cementiri    | Estil: arquitectura modernista 19th century    | 41° 28′ 59″ N, 2° 11′ 00″ E / 41.483166°N,2.183365°E ca:Carrer de les Malves 65 msnm | bé amb protecció urbanística | Cementiri de Montcada            | Modifica les dades a Wikidata |
|        | cementiri de Sant Pere de Reixac | Montcada i Reixac | cementiri    | Estil: historicisme arquitectònic 19th century | 41° 29′ 45″ N, 2° 12′ 23″ E / 41.49579°N,2.206414°E 156 msnm                         |                              | Cementiri de Sant Pere de Reixac | Modifica les dades a Wikidata |

## creu de terme
| imatge | Nom                     | Ubicat a          | instància de                            | Detalls                           | coordenades                                                                                            | Protecció | Commons (més fotos)             | Dades a WD                    |
| ------ | ----------------------- | ----------------- | --------------------------------------- | --------------------------------- | --- | --------- | ------------------------------- | ----------------------------- |
|        | creu de Santa Maria     | Montcada i Reixac | creu de terme estructura arquitectònica | Estil: historicisme arquitectònic | 41° 28′ 45″ N, 2° 09′ 56″ E / 41.47920227050781°N,2.1655359268188477°E ca:Carrer dels Pins             |           | Creu de Santa Maria de Montcada | Modifica les dades a Wikidata |
|        | creu de Terme de Reixac | Montcada i Reixac | creu de terme estructura arquitectònica |                                   | 41° 29′ 43″ N, 2° 12′ 27″ E / 41.495208740234375°N,2.2074460983276367°E ca:Camí de Sant Pere de Reixac |           |                                 | Modifica les dades a Wikidata |

## curs d'aigua
| imatge | Nom                   | Ubicat a                                                            | instància de               | Detalls                                                     | coordenades | Protecció | Commons (més fotos)   | Dades a WD                    |
| ------ | --------------------- | ------------------------------------------------------------------- | -------------------------- | ----------------------------------------------------------- | --- | --------- | --------------------- | ----------------------------- |
|        | Besòs                 | província de Barcelona Vallès Oriental Vallès Occidental Barcelonès | curs d'aigua riu principal | Desemboca: mar Mediterrània Llarg: 17.7km Conca: 1038.31km² | 41° 32′ 47″ N, 2° 15′ 02″ E / 41.5463°N,2.2506°E 41° 25′ 07″ N, 2° 13′ 59″ E / 41.4187°N,2.2331°E 16 msnm              |           | Besòs River           | Modifica les dades a Wikidata |
|        | Riera Seca            | Santa Perpètua de Mogoda Montcada i Reixac la Llagosta              | curs d'aigua               | Desemboca: Besòs                                            | 41° 30′ 06″ N, 2° 11′ 58″ E / 41.5015388165755°N,2.199497222900391°E                                                   |           | Riera Seca            | Modifica les dades a Wikidata |
|        | Ripoll                | Vallès Occidental                                                   | curs d'aigua               | Desemboca: Besòs Llarg: 39.2km Conca: 243km²                | 41° 29′ 15″ N, 2° 11′ 32″ E / 41.4875°N,2.1922222222222°E 41° 42′ 47″ N, 2° 01′ 58″ E / 41.713045°N,2.032685°E 55 msnm |           | Ripoll River          | Modifica les dades a Wikidata |
|        | riera de Sant Cugat   | Sant Cugat del Vallès Cerdanyola del Vallès Montcada i Reixac       | curs d'aigua               | Desemboca: Ripoll Llarg: 7.8km                              | 41° 27′ 24″ N, 2° 05′ 17″ E / 41.456688°N,2.088009°E 41° 29′ 13″ N, 2° 10′ 59″ E / 41.486956°N,2.183122°E              |           | Riera de Sant Cugat   | Modifica les dades a Wikidata |
|        | torrent de Can Duran  | Barberà del Vallès Montcada i Reixac                                | curs d'aigua               | Desemboca: Ripoll Llarg: 3.6km                              | 41° 30′ 48″ N, 2° 09′ 41″ E / 41.513282°N,2.161454°E 41° 29′ 15″ N, 2° 10′ 43″ E / 41.487478°N,2.178557°E              |           | Torrent de Can Duran  | Modifica les dades a Wikidata |
|        | torrent de Reixac     | Montcada i Reixac                                                   | curs d'aigua               | Desemboca: Besòs Llarg: 2.4km                               | 41° 29′ 27″ N, 2° 13′ 15″ E / 41.49079°N,2.220732°E 41° 30′ 05″ N, 2° 12′ 01″ E / 41.501355°N,2.200285°E               |           | Torrent de Reixac     | Modifica les dades a Wikidata |
|        | torrent de Vallençana | Montcada i Reixac Badalona                                          | curs d'aigua               | Desemboca: Besòs Llarg: 3.2km                               | 41° 28′ 49″ N, 2° 13′ 22″ E / 41.480194°N,2.222911°E 41° 28′ 39″ N, 2° 11′ 26″ E / 41.477478°N,2.190592°E              |           | Torrent de Vallençana | Modifica les dades a Wikidata |
|        | torrent del Cargol    | Montcada i Reixac                                                   | curs d'aigua torrent       | Desemboca: Besòs Llarg: 53km                                | 41° 27′ 07″ N, 2° 09′ 53″ E / 41.451834°N,2.164752°E 41° 27′ 48″ N, 2° 11′ 19″ E / 41.463286°N,2.1885°E                |           | Torrent del Cargol    | Modifica les dades a Wikidata |

## edifici
| imatge | Nom                                   | Ubicat a          | instància de                      | Detalls                         | coordenades                                                                                         | Protecció                    | Commons (més fotos)               | Dades a WD                    |
| ------ | ------------------------------------- | ----------------- | --------------------------------- | ------------------------------- | --------------------------------------------------------------------------------------------------- | ---------------------------- | --------------------------------- | ----------------------------- |
|        | Antic Cafè Colón                      | Montcada i Reixac | edifici                           | Estil: arquitectura neoclàssica | 41° 29′ 00″ N, 2° 11′ 16″ E / 41.48345947265625°N,2.1878509521484375°E ca:Carrer de Colón, 5        | bé amb protecció urbanística | Cafè de Colon (Montcada i Reixac) | Modifica les dades a Wikidata |
|        | Antic Hospital de Montcada            | Montcada i Reixac | edifici                           |                                 | 41° 29′ 08″ N, 2° 11′ 15″ E / 41.48556280479699°N,2.1875077486038212°E                              | bé amb protecció urbanística | Antic Hospital de Montcada        | Modifica les dades a Wikidata |
|        | Casa Sindicat Agrícola (Mas Rampinyo) | Montcada i Reixac | edifici estructura arquitectònica | Estil: noucentisme              | 41° 29′ 32″ N, 2° 10′ 59″ E / 41.49229049682617°N,2.1830930709838867°E ca:Carrer d'Anselm Clavé, 21 |                              |                                   | Modifica les dades a Wikidata |
|        | Montcada-Aqua                         | Montcada i Reixac | edifici equipament                |                                 | 41° 29′ 32″ N, 2° 11′ 08″ E / 41.492225646972656°N,2.185633897781372°E ca:Tarragona, 32             |                              | Montcada Aqua                     | Modifica les dades a Wikidata |
|        | la Unió                               | Montcada i Reixac | edifici                           | Estil: noucentisme              | 41° 29′ 38″ N, 2° 10′ 55″ E / 41.4938850402832°N,2.181973934173584°E ca:Av. Catalunya, 16-18        | bé amb protecció urbanística | La Unió (Mas Rampinyo)            | Modifica les dades a Wikidata |

## entitat singular de població
| imatge | Nom           | Ubicat a          | instància de                                                                   | Detalls   | coordenades                                                                 | Protecció | Commons (més fotos)              | Dades a WD                    |
| ------ | ------------- | ----------------- | ------------------------------------------------------------------------------ | --------- | --------------------------------------------------------------------------- | --------- | -------------------------------- | ----------------------------- |
|        | Can Cuiàs     | Montcada i Reixac | entitat singular de població                                                   | 3064 hab  | 41° 27′ 47″ N, 2° 10′ 16″ E / 41.46319°N,2.171103°E 78 msnm                 |           | Can Cuiàs (Montcada)             | Modifica les dades a Wikidata |
|        | Can Sant Joan | Montcada i Reixac | entitat singular de població                                                   | 5344 hab  | 41° 28′ 25″ N, 2° 11′ 07″ E / 41.4736581259627°N,2.18540721125128°E 30 msnm |           | Can Sant Joan                    | Modifica les dades a Wikidata |
|        | Mas Rampinyo  | Montcada i Reixac | entitat singular de població                                                   | 12131 hab | 41° 29′ 35″ N, 2° 11′ 13″ E / 41.492982°N,2.186947°E 40 msnm                |           | Mas Rampinyo                     | Modifica les dades a Wikidata |
|        | Montcada      | Montcada i Reixac | entitat singular de població capital municipal ens local històric de Catalunya | 13139 hab | 41° 29′ 00″ N, 2° 11′ 00″ E / 41.48333°N,2.18333°E 38 msnm                  |           |                                  | Modifica les dades a Wikidata |
|        | Terra Nostra  | Montcada i Reixac | entitat singular de població                                                   | 3418 hab  | 41° 28′ 59″ N, 2° 10′ 19″ E / 41.483043°N,2.172006°E 214 msnm               |           | Terra Nostra (Montcada i Reixac) | Modifica les dades a Wikidata |

## església
| imatge | Nom                        | Ubicat a          | instància de                          | Detalls                           | coordenades                                                                                  | Protecció                   | Commons (més fotos)                 | Dades a WD                    |
| ------ | -------------------------- | ----------------- | ------------------------------------- | --------------------------------- | -------------------------------------------------------------------------------------------- | --------------------------- | ----------------------------------- | ----------------------------- |
|        | Sant Joan Baptista         | Montcada i Reixac | església                              |                                   | 41° 28′ 11″ N, 2° 10′ 56″ E / 41.4697345667714°N,2.18211512007555°E                          |                             | Sant Joan Baptista de Montcada      | Modifica les dades a Wikidata |
|        | Sant Pere de Reixac        | Montcada i Reixac | església església parroquial          | Estil: arquitectura romànica      | 41° 29′ 45″ N, 2° 12′ 23″ E / 41.495889°N,2.206328°E ca:Camí de Sant Pere de Reixac 191 msnm | bé cultural d'interès local | Sant Pere de Reixac                 | Modifica les dades a Wikidata |
|        | Santa Engràcia de Montcada | Montcada i Reixac | església església parroquial catòlica | Estil: arquitectura moderna       | 41° 29′ 13″ N, 2° 11′ 16″ E / 41.486858°N,2.187843°E ca:Plaça de l'Església                  | bé cultural d'interès local | Santa Engràcia de Montcada i Reixac | Modifica les dades a Wikidata |
|        | Santa Maria de Montcada    | Montcada i Reixac | església                              | Estil: historicisme arquitectònic | 41° 28′ 45″ N, 2° 09′ 55″ E / 41.479116°N,2.165366°E ca:Pins 71 msnm                         |                             | Santa Maria de Montcada             | Modifica les dades a Wikidata |

## estació de ferrocarril
| imatge | Nom                                        | Ubicat a          | instància de                    | Detalls | coordenades                                                          | Protecció | Commons (més fotos)                       | Dades a WD                    |
| ------ | ------------------------------------------ | ----------------- | ------------------------------- | ------- | -------------------------------------------------------------------- | --------- | ----------------------------------------- | ----------------------------- |
|        | Estació de Montcada Bifurcació             | Montcada i Reixac | estació de ferrocarril          |         | 41° 28′ 14″ N, 2° 10′ 46″ E / 41.4705°N,2.1795°E                     |           | Montcada Bifurcació train station         | Modifica les dades a Wikidata |
|        | Estació de Montcada i Reixac               | Montcada i Reixac | estació de ferrocarril          |         | 41° 29′ 03″ N, 2° 11′ 17″ E / 41.48425°N,2.188083333333333°E 40 msnm |           | Montcada i Reixac train station           | Modifica les dades a Wikidata |
|        | Estació de Montcada i Reixac - Manresa     | Montcada i Reixac | estació de ferrocarril          |         | 41° 29′ 02″ N, 2° 11′ 07″ E / 41.4839°N,2.18537°E                    |           | Montcada i Reixac - Manresa train station | Modifica les dades a Wikidata |
|        | Estació de Montcada i Reixac - Sant Joan   | Montcada i Reixac | estació de ferrocarril          |         | 41° 28′ 55″ N, 2° 11′ 06″ E / 41.482033333333334°N,2.1851°E          |           |                                           | Modifica les dades a Wikidata |
|        | Estació de Montcada i Reixac - Santa Maria | Montcada i Reixac | estació de ferrocarril baixador |         | 41° 28′ 52″ N, 2° 10′ 01″ E / 41.4811°N,2.16695°E                    |           |                                           | Modifica les dades a Wikidata |
|        | Estació de Montcada-Ripollet               | Montcada i Reixac | estació de ferrocarril          |         | 41° 29′ 48″ N, 2° 10′ 55″ E / 41.49675°N,2.1819166666666665°E        |           | Montcada-Ripollet train station           | Modifica les dades a Wikidata |

## font
| imatge | Nom                    | Ubicat a          | instància de | Detalls | coordenades                                                   | Protecció | Commons (més fotos)    | Dades a WD                    |
| ------ | ---------------------- | ----------------- | ------------ | ------- | ------------------------------------------------------------- | --------- | ---------------------- | ----------------------------- |
|        | font d'en Tort         | Montcada i Reixac | font         |         | 41° 29′ 03″ N, 2° 12′ 05″ E / 41.484033°N,2.201424°E 90 msnm  |           | Font d'en Tort         | Modifica les dades a Wikidata |
|        | font de la Mitja Costa | Montcada i Reixac | font         |         | 41° 28′ 47″ N, 2° 10′ 28″ E / 41.479752°N,2.174404°E 118 msnm |           | Font de la Mitja Costa | Modifica les dades a Wikidata |

## granja
| imatge | Nom                   | Ubicat a          | instància de | Detalls | coordenades                                                         | Protecció | Commons (més fotos)   | Dades a WD                    |
| ------ | --------------------- | ----------------- | ------------ | ------- | ------------------------------------------------------------------- | --------- | --------------------- | ----------------------------- |
|        | Granja Riera Montclús | Montcada i Reixac | granja       |         | 41° 28′ 38″ N, 2° 11′ 39″ E / 41.4773498681858°N,2.19417610763363°E |           | Granja Riera Montclús | Modifica les dades a Wikidata |
|        | Granja d'Isidor Riera | Montcada i Reixac | granja       |         | 41° 28′ 40″ N, 2° 11′ 35″ E / 41.4778109908302°N,2.19314036030307°E |           | Granja d'Isidor Riera | Modifica les dades a Wikidata |

## masia
| imatge | Nom                         | Ubicat a          | instància de | Detalls                                                  | coordenades                                                                                            | Protecció                                  | Commons (més fotos)              | Dades a WD                    |
| ------ | --------------------------- | ----------------- | ------------ | -------------------------------------------------------- | --- | ------------------------------------------ | -------------------------------- | ----------------------------- |
|        | Ca l'Alcalde                | Montcada i Reixac | masia        |                                                          | 41° 29′ 46″ N, 2° 12′ 05″ E / 41.496116860916°N,2.20129957340076°E 70 msnm                             |                                            | Ca l'Alcalde (Montcada i Reixac) | Modifica les dades a Wikidata |
|        | Ca l'Oleguer                | Montcada i Reixac | masia        |                                                          | 41° 29′ 02″ N, 2° 12′ 52″ E / 41.4839936567254°N,2.21448085848226°E                                    |                                            |                                  | Modifica les dades a Wikidata |
|        | Ca l'Oriol                  | Montcada i Reixac | masia        | Estil: arquitectura popular                              | 41° 29′ 06″ N, 2° 11′ 34″ E / 41.484989°N,2.192868°E                                                   | bé integrant del patrimoni cultural català | Ca l'Oriol (Montcada i Reixac)   | Modifica les dades a Wikidata |
|        | Ca n'Albinyana              | Montcada i Reixac | masia        |                                                          | 41° 30′ 50″ N, 2° 11′ 01″ E / 41.513914°N,2.183719°E ca:Pla de Reixac 57 msnm                          | bé integrant del patrimoni cultural català | Ca n'Albinyana                   | Modifica les dades a Wikidata |
|        | Ca n'Anhels                 | Montcada i Reixac | masia        |                                                          | 41° 29′ 39″ N, 2° 11′ 59″ E / 41.4941521073084°N,2.19983816979086°E                                    |                                            |                                  | Modifica les dades a Wikidata |
|        | Ca n'Oller                  | Montcada i Reixac | masia        |                                                          | 41° 28′ 47″ N, 2° 10′ 13″ E / 41.4797650509338°N,2.17027501076846°E                                    |                                            |                                  | Modifica les dades a Wikidata |
|        | Ca n'Ortigosa               | Montcada i Reixac | masia        |                                                          | 41° 29′ 10″ N, 2° 12′ 22″ E / 41.4861346140008°N,2.20620167913123°E 151 msnm                           |                                            | Ca n'Ortigosa                    | Modifica les dades a Wikidata |
|        | Ca n'Ullastrell             | Montcada i Reixac | masia        |                                                          | 41° 29′ 42″ N, 2° 12′ 28″ E / 41.4949192696284°N,2.20786751597732°E 158 msnm                           |                                            | Ca n'Ullastrell                  | Modifica les dades a Wikidata |
|        | Cal Matllo                  | Montcada i Reixac | masia        |                                                          | 41° 29′ 44″ N, 2° 11′ 55″ E / 41.4955223579034°N,2.1987071260606°E 49 msnm                             |                                            | Cal Matllo                       | Modifica les dades a Wikidata |
|        | Can Ballester               | Montcada i Reixac | masia        |                                                          | 41° 28′ 47″ N, 2° 12′ 15″ E / 41.4797425368082°N,2.2040518703737°E                                     |                                            |                                  | Modifica les dades a Wikidata |
|        | Can Bieló                   | Montcada i Reixac | masia        |                                                          | 41° 29′ 12″ N, 2° 12′ 31″ E / 41.4865744329815°N,2.20859206539705°E 197 msnm                           |                                            | Can Bieló (Montcada i Reixac)    | Modifica les dades a Wikidata |
|        | Can Cabanyes                | Montcada i Reixac | masia        | Estat: enderrocat o destruït                             | 41° 30′ 45″ N, 2° 09′ 57″ E / 41.5124384817327°N,2.16581944694403°E                                    |                                            |                                  | Modifica les dades a Wikidata |
|        | Can Cardona                 | Montcada i Reixac | masia        |                                                          | 41° 29′ 52″ N, 2° 11′ 58″ E / 41.4979141065515°N,2.19939649682705°E 49 msnm                            |                                            | Can Cardona (Montcada i Reixac)  | Modifica les dades a Wikidata |
|        | Can Carreres                | Montcada i Reixac | masia        |                                                          | 41° 28′ 49″ N, 2° 12′ 17″ E / 41.4803230197864°N,2.2046316707518°E                                     |                                            |                                  | Modifica les dades a Wikidata |
|        | Can Cartanyà                | Montcada i Reixac | masia        |                                                          | 41° 28′ 45″ N, 2° 11′ 44″ E / 41.479215°N,2.195501°E 80 msnm                                           |                                            | Can Cartanyà                     | Modifica les dades a Wikidata |
|        | Can Castelló                | Montcada i Reixac | masia        | Estat: enderrocat o destruït                             | 41° 29′ 39″ N, 2° 10′ 50″ E / 41.494217°N,2.180551°E                                                   |                                            |                                  | Modifica les dades a Wikidata |
|        | Can Cuiàs                   | Montcada i Reixac | masia        |                                                          | 41° 28′ 12″ N, 2° 10′ 08″ E / 41.4700903066447°N,2.16891339812002°E                                    |                                            |                                  | Modifica les dades a Wikidata |
|        | Can Filaire                 | Montcada i Reixac | masia        | Estil: arquitectura popular                              | 41° 28′ 38″ N, 2° 11′ 57″ E / 41.477316°N,2.199275°E                                                   | bé integrant del patrimoni cultural català |                                  | Modifica les dades a Wikidata |
|        | Can Fontanet                | Montcada i Reixac | masia        |                                                          | 41° 29′ 48″ N, 2° 11′ 58″ E / 41.49657°N,2.19933°E                                                     |                                            |                                  | Modifica les dades a Wikidata |
|        | Can Fontanet de Baix        | Montcada i Reixac | masia        |                                                          | 41° 29′ 46″ N, 2° 12′ 10″ E / 41.4961817048396°N,2.20285624722678°E                                    |                                            |                                  | Modifica les dades a Wikidata |
|        | Can Fontanet o masia Reixac | Montcada i Reixac | masia        | Estil: arquitectura popular                              | 41° 29′ 46″ N, 2° 11′ 59″ E / 41.495979°N,2.199674°E ca:Ctra. de St. Adrià a la Roca, km 9             | bé integrant del patrimoni cultural català | Can Fontanet (Montcada i Reixac) | Modifica les dades a Wikidata |
|        | Can Franc                   | Montcada i Reixac | masia        |                                                          | 41° 29′ 35″ N, 2° 12′ 31″ E / 41.4929697025194°N,2.20859808579515°E                                    |                                            |                                  | Modifica les dades a Wikidata |
|        | Can Fàbregues               | Montcada i Reixac | masia        |                                                          | 41° 29′ 30″ N, 2° 12′ 19″ E / 41.4916139287247°N,2.20530819001342°E                                    |                                            |                                  | Modifica les dades a Wikidata |
|        | Can Güell                   | Montcada i Reixac | masia        |                                                          | 41° 29′ 13″ N, 2° 12′ 29″ E / 41.486903472764°N,2.20797714057491°E 185 msnm                            |                                            | Can Güell (Montcada i Reixac)    | Modifica les dades a Wikidata |
|        | Can Jeroni                  | Montcada i Reixac | masia        |                                                          | 41° 28′ 50″ N, 2° 12′ 21″ E / 41.4806190937555°N,2.20576592966439°E                                    |                                            |                                  | Modifica les dades a Wikidata |
|        | Can Llobet                  | Montcada i Reixac | masia        |                                                          | 41° 29′ 36″ N, 2° 10′ 23″ E / 41.4932158722036°N,2.17317025466456°E                                    |                                            |                                  | Modifica les dades a Wikidata |
|        | Can Masoliver               | Montcada i Reixac | masia        |                                                          | 41° 28′ 52″ N, 2° 12′ 25″ E / 41.4810243921062°N,2.20706655566383°E                                    |                                            |                                  | Modifica les dades a Wikidata |
|        | Can Menut                   | Montcada i Reixac | masia        |                                                          | 41° 29′ 17″ N, 2° 12′ 30″ E / 41.4881764560731°N,2.20840486195955°E 180 msnm                           |                                            | Can Menut (Montcada i Reixac)    | Modifica les dades a Wikidata |
|        | Can Miqueló                 | Montcada i Reixac | masia        |                                                          | 41° 29′ 08″ N, 2° 12′ 24″ E / 41.485679344298454°N,2.2066801786422734°E                                |                                            | Can Miqueló (Montcada i Reixac)  | Modifica les dades a Wikidata |
|        | Can Miralpeix               | Montcada i Reixac | masia        |                                                          | 41° 29′ 01″ N, 2° 11′ 35″ E / 41.483692°N,2.192999°E 45 msnm                                           |                                            | Can Miralpeix                    | Modifica les dades a Wikidata |
|        | Can Moià                    | Montcada i Reixac | masia        | Estil: arquitectura popular 14th century                 | 41° 29′ 39″ N, 2° 11′ 55″ E / 41.494282°N,2.198505°E ca:Ctra. BV-5001. a la Roca, km 8,3 63 msnm       | bé cultural d'interès local                | Can Moià (Montcada i Reixac)     | Modifica les dades a Wikidata |
|        | Can Panxa                   | Montcada i Reixac | masia        | Estil: arquitectura popular                              | 41° 29′ 03″ N, 2° 12′ 16″ E / 41.484266°N,2.20438°E ca:La Vallensana 120 msnm                          | bé integrant del patrimoni cultural català | Can Panxa (Montcada i Reixac)    | Modifica les dades a Wikidata |
|        | Can Peces                   | Montcada i Reixac | masia        | Estil: arquitectura popular                              | 41° 29′ 57″ N, 2° 12′ 16″ E / 41.499227°N,2.204317°E                                                   | bé integrant del patrimoni cultural català |                                  | Modifica les dades a Wikidata |
|        | Can Peritxo                 | Montcada i Reixac | masia        |                                                          | 41° 29′ 17″ N, 2° 09′ 22″ E / 41.4881189006567°N,2.1559732650019°E 62 msnm                             |                                            | Can Peritxo                      | Modifica les dades a Wikidata |
|        | Can Piquer                  | Montcada i Reixac | masia        |                                                          | 41° 29′ 19″ N, 2° 12′ 34″ E / 41.4886512264017°N,2.20933345675874°E 195 msnm                           |                                            | Can Piquer (Montcada i Reixac)   | Modifica les dades a Wikidata |
|        | Can Piquer Nou              | Montcada i Reixac | masia        |                                                          | 41° 29′ 37″ N, 2° 12′ 01″ E / 41.4936233017929°N,2.2002160600523°E                                     |                                            |                                  | Modifica les dades a Wikidata |
|        | Can Pla                     | Montcada i Reixac | masia        | Estil: arquitectura popular                              | 41° 29′ 54″ N, 2° 12′ 07″ E / 41.498351°N,2.201838°E ca:Carretera de Montcada a Badalona, km 9 81 msnm | bé integrant del patrimoni cultural català | Can Pla (Montcada i Reixac)      | Modifica les dades a Wikidata |
|        | Can Plaja                   | Montcada i Reixac | masia        |                                                          | 41° 29′ 55″ N, 2° 11′ 59″ E / 41.4987008467604°N,2.19984208554728°E                                    |                                            |                                  | Modifica les dades a Wikidata |
|        | Can Pomada                  | Montcada i Reixac | masia        | Estil: arquitectura popular                              | 41° 30′ 06″ N, 2° 10′ 27″ E / 41.501667°N,2.174167°E ca:Pla de Reixac 77 msnm                          | bé integrant del patrimoni cultural català | Can Pomada (Montcada i Reixac)   | Modifica les dades a Wikidata |
|        | Can Pomares                 | Montcada i Reixac | masia        |                                                          | 41° 28′ 24″ N, 2° 10′ 05″ E / 41.4732279651949°N,2.16809486054498°E                                    |                                            |                                  | Modifica les dades a Wikidata |
|        | Can Portusach               | Montcada i Reixac | masia        |                                                          | 41° 28′ 42″ N, 2° 11′ 53″ E / 41.478345°N,2.198081°E 90 msnm                                           |                                            | Can Portusach                    | Modifica les dades a Wikidata |
|        | Can Rafa                    | Montcada i Reixac | masia        |                                                          | 41° 28′ 48″ N, 2° 12′ 09″ E / 41.4798670172984°N,2.20251722248051°E                                    |                                            |                                  | Modifica les dades a Wikidata |
|        | Can Rata                    | Montcada i Reixac | masia        |                                                          | 41° 28′ 59″ N, 2° 12′ 45″ E / 41.4831606217108°N,2.21252650333519°E 168 msnm                           |                                            | Can Rata (Montcada i Reixac)     | Modifica les dades a Wikidata |
|        | Can Riera                   | Montcada i Reixac | masia        | Estil: arquitectura popular                              | 41° 28′ 56″ N, 2° 12′ 34″ E / 41.48216°N,2.209521°E                                                    | bé integrant del patrimoni cultural català |                                  | Modifica les dades a Wikidata |
|        | Can Rius                    | Montcada i Reixac | masia        |                                                          | 41° 27′ 01″ N, 2° 09′ 37″ E / 41.4503822236516°N,2.16024577620778°E                                    |                                            | Can Rius (Montcada i Reixac)     | Modifica les dades a Wikidata |
|        | Can Roca                    | Montcada i Reixac | masia        |                                                          | 41° 31′ 01″ N, 2° 10′ 52″ E / 41.5170162801548°N,2.18114860212273°E                                    |                                            | Can Roca (Montcada i Reixac)     | Modifica les dades a Wikidata |
|        | Can Rocamora                | Montcada i Reixac | masia        | Estil: arquitectura popular                              | 41° 30′ 15″ N, 2° 10′ 46″ E / 41.504099°N,2.179317°E ca:Antic camí de Sant Cugat 67 msnm               | bé cultural d'interès local                | Can Rocamora                     | Modifica les dades a Wikidata |
|        | Can Sans                    | Montcada i Reixac | masia        | Estil: arquitectura popular Estat: ruïnós                | 41° 28′ 49″ N, 2° 09′ 54″ E / 41.480415°N,2.164916°E ca:Carrer Canigó                                  | bé integrant del patrimoni cultural català | Can Sans (Montcada i Reixac)     | Modifica les dades a Wikidata |
|        | Can Taianet                 | Montcada i Reixac | masia        |                                                          | 41° 29′ 10″ N, 2° 12′ 24″ E / 41.4859838983855°N,2.20655090002936°E 162 msnm                           |                                            | Can Taianet                      | Modifica les dades a Wikidata |
|        | Can Toi                     | Montcada i Reixac | masia        |                                                          | 41° 29′ 05″ N, 2° 12′ 50″ E / 41.4846292814526°N,2.21391019580473°E                                    |                                            |                                  | Modifica les dades a Wikidata |
|        | Can Tort                    | Montcada i Reixac | masia        | Estil: arquitectura popular                              | 41° 29′ 02″ N, 2° 12′ 00″ E / 41.483752°N,2.200093°E ca:La Vallensana 82 msnm                          | bé integrant del patrimoni cultural català | Can Tort                         | Modifica les dades a Wikidata |
|        | Can Vega                    | Montcada i Reixac | masia        |                                                          | 41° 28′ 41″ N, 2° 11′ 54″ E / 41.47804757371764°N,2.1982365846633916°E                                 |                                            |                                  | Modifica les dades a Wikidata |
|        | Can Vestit                  | Montcada i Reixac | masia        | Estil: arquitectura popular                              | 41° 28′ 34″ N, 2° 11′ 41″ E / 41.476219°N,2.194765°E ca:Crtra. BV-5001. km 6,5                         | bé cultural d'interès local                | Can Vestit                       | Modifica les dades a Wikidata |
|        | Can Villa                   | Montcada i Reixac | masia        |                                                          | 41° 28′ 42″ N, 2° 12′ 34″ E / 41.4784475481185°N,2.20957726297095°E                                    |                                            |                                  | Modifica les dades a Wikidata |
|        | Cases del Sastre            | Montcada i Reixac | masia        |                                                          | 41° 29′ 32″ N, 2° 11′ 58″ E / 41.492261°N,2.199411°E 76 msnm                                           |                                            | Cases del Sastre                 | Modifica les dades a Wikidata |
|        | Ferreria Vella              | Montcada i Reixac | masia        |                                                          | 41° 29′ 21″ N, 2° 09′ 10″ E / 41.4892209331279°N,2.15272456570436°E                                    |                                            |                                  | Modifica les dades a Wikidata |
|        | Masoveria de Can Bonet      | Montcada i Reixac | masia        | Estil: arquitectura modernista                           | 41° 29′ 21″ N, 2° 11′ 39″ E / 41.489267°N,2.194141°E ca:Carretera de la Roca, km 8                     | bé integrant del patrimoni cultural català | Masoveria de Can Bonet           | Modifica les dades a Wikidata |
|        | Torre de na Joana           | Montcada i Reixac | masia        | Estil: arquitectura popular 19th century                 | 41° 29′ 15″ N, 2° 09′ 50″ E / 41.48736194444445°N,2.163815°E ca:Avinguda de la Ferreria, 1 57 msnm     | bé integrant del patrimoni cultural català | Torre na Joana                   | Modifica les dades a Wikidata |
|        | la Beguda                   | Montcada i Reixac | masia        | Estil: arquitectura popular 15th century                 | 41° 29′ 09″ N, 2° 09′ 27″ E / 41.485822°N,2.157388°E ca:Ctra. de Sabadell, km 3-3,5 157 msnm           | bé integrant del patrimoni cultural català | La Beguda (Montcada i Reixac)    | Modifica les dades a Wikidata |
|        | la Piella                   | Montcada i Reixac | masia        |                                                          | 41° 31′ 05″ N, 2° 10′ 30″ E / 41.5179363823092°N,2.17503687039637°E                                    |                                            |                                  | Modifica les dades a Wikidata |
|        | les Indianes                | Montcada i Reixac | masia        | Estil: arquitectura popular Estat: enderrocat o destruït | | bé integrant del patrimoni cultural català |                                  | Modifica les dades a Wikidata |
|        | masia M-22                  | Montcada i Reixac | masia        |                                                          | 41° 29′ 05″ N, 2° 12′ 22″ E / 41.484647°N,2.206208°E 158 msnm                                          |                                            | Masia M-22                       | Modifica les dades a Wikidata |

## mirador
| imatge | Nom                   | Ubicat a          | instància de | Detalls | coordenades                                                                    | Protecció                    | Commons (més fotos)   | Dades a WD                    |
| ------ | --------------------- | ----------------- | ------------ | ------- | ------------------------------------------------------------------------------ | ---------------------------- | --------------------- | ----------------------------- |
|        | Mirador de l'Estrella | Montcada i Reixac | mirador      |         | 41° 28′ 10″ N, 2° 09′ 57″ E / 41.469482°N,2.165803°E 110 msnm                  | bé amb protecció urbanística | Mirador de l'Estrella | Modifica les dades a Wikidata |
|        | mirador d'Occident    | Montcada i Reixac | mirador      |         | 41° 28′ 30″ N, 2° 10′ 28″ E / 41.475089°N,2.174386°E Turó de Montcada 159 msnm |                              | Mirador d'Occident    | Modifica les dades a Wikidata |

## muntanya
| imatge | Nom                   | Ubicat a                                              | instància de | Detalls | coordenades                                                           | Protecció | Commons (més fotos)              | Dades a WD                    |
| ------ | --------------------- | ----------------------------------------------------- | ------------ | ------- | --------------------------------------------------------------------- | --------- | -------------------------------- | ----------------------------- |
|        | Puig Castellar        | Montcada i Reixac Santa Coloma de Gramenet            | muntanya     |         | 41° 28′ 13″ N, 2° 12′ 24″ E / 41.4703022946°N,2.2065864631°E 303 msnm |           | Puig Castellar (Serra de Marina) | Modifica les dades a Wikidata |
|        | Turó Blau             | Montcada i Reixac Barcelona Torre Baró                | muntanya     |         | 41° 27′ 05″ N, 2° 09′ 56″ E / 41.4515°N,2.1656°E 310 msnm             |           | Turó Blau                        | Modifica les dades a Wikidata |
|        | Turó Sul              | Montcada i Reixac Barcelona Canyelles                 | muntanya     |         | 41° 27′ 01″ N, 2° 09′ 40″ E / 41.4503°N,2.16104°E 280 msnm            |           | Turó Sul                         | Modifica les dades a Wikidata |
|        | Turó d'en Segarra     | Montcada i Reixac                                     | muntanya     |         | 41° 26′ 59″ N, 2° 09′ 51″ E / 41.44981111°N,2.16415833°E 326 msnm     |           | Turó d'en Segarra                | Modifica les dades a Wikidata |
|        | Turó d'en Tort        | Montcada i Reixac                                     | muntanya     |         | 41° 28′ 57″ N, 2° 12′ 11″ E / 41.48241667°N,2.20297222°E 183 msnm     |           | Turó d'en Tort                   | Modifica les dades a Wikidata |
|        | Turó de Can Devesa    | Montcada i Reixac                                     | muntanya     |         | 41° 28′ 34″ N, 2° 12′ 22″ E / 41.476019°N,2.20605°E 214 msnm          |           | Turó de Can Devesa               | Modifica les dades a Wikidata |
|        | Turó de Moià          | Montcada i Reixac                                     | muntanya     |         | 41° 29′ 18″ N, 2° 12′ 15″ E / 41.4882°N,2.20403°E 239 msnm            |           | Turó de Moià                     | Modifica les dades a Wikidata |
|        | Turó de Montcada      | Montcada i Reixac                                     | muntanya     |         | 41° 28′ 38″ N, 2° 10′ 36″ E / 41.477208°N,2.176612°E 273 msnm         |           | Turó de Montcada                 | Modifica les dades a Wikidata |
|        | Turó de la Roca Plana | Montcada i Reixac                                     | muntanya     |         | 41° 29′ 20″ N, 2° 12′ 51″ E / 41.48880556°N,2.21419444°E 335.5 msnm   |           | Turó de la Roca Plana            | Modifica les dades a Wikidata |
|        | Turó del Valent       | Montcada i Reixac                                     | muntanya     |         | 41° 29′ 38″ N, 2° 12′ 25″ E / 41.494°N,2.20708°E 181.2 msnm           |           | Turó del Valent                  | Modifica les dades a Wikidata |
|        | el Pi Candeler        | Montcada i Reixac Badalona Sant Fost de Campsentelles | muntanya     |         | 41° 29′ 33″ N, 2° 13′ 29″ E / 41.4924°N,2.22461°E 463 msnm            |           | El Pi Candeler                   | Modifica les dades a Wikidata |
|        | les Corones           | Montcada i Reixac Sant Fost de Campsentelles          | muntanya     |         | 41° 29′ 35″ N, 2° 13′ 27″ E / 41.4931°N,2.22414°E 464 msnm            |           | Les Corones                      | Modifica les dades a Wikidata |
|        | turó Fermí            | Montcada i Reixac                                     | muntanya     |         | 41° 29′ 08″ N, 2° 11′ 06″ E / 41.48542617201108°N,2.185088396072388°E |           |                                  | Modifica les dades a Wikidata |
|        | turó d'en Rata        | Montcada i Reixac                                     | muntanya     |         | 41° 28′ 52″ N, 2° 12′ 00″ E / 41.481175°N,2.199936°E 179 msnm         |           | Turó d'en Rata                   | Modifica les dades a Wikidata |
|        | turó dels Quatre Pins | Montcada i Reixac                                     | muntanya     |         | 41° 28′ 25″ N, 2° 10′ 14″ E / 41.473747°N,2.170637°E 176 msnm         |           | Turó dels Quatre Pins            | Modifica les dades a Wikidata |

## nucli de població
| imatge | Nom        | Ubicat a          | instància de                   | Detalls | coordenades                                                   | Protecció | Commons (més fotos)            | Dades a WD                    |
| ------ | ---------- | ----------------- | ------------------------------ | ------- | ------------------------------------------------------------- | --------- | ------------------------------ | ----------------------------- |
|        | Can Pomada | Montcada i Reixac | nucli de població urbanització |         | 41° 30′ 07″ N, 2° 10′ 31″ E / 41.501932°N,2.175253°E          |           | Can Pomada (nucli)             | Modifica les dades a Wikidata |
|        | Vallençana | Montcada i Reixac | nucli de població urbanització |         | 41° 28′ 30″ N, 2° 12′ 50″ E / 41.475033°N,2.213788°E 175 msnm |           | Vallençana (Montcada i Reixac) | Modifica les dades a Wikidata |

## poblat ibèric
| imatge | Nom                              | Ubicat a                                     | instància de                             | Detalls | coordenades                                                        | Protecció                      | Commons (més fotos)                                       | Dades a WD                    |
| ------ | -------------------------------- | -------------------------------------------- | ---------------------------------------- | ------- | ------------------------------------------------------------------ | ------------------------------ | --------------------------------------------------------- | ----------------------------- |
|        | Poblat ibèric del Puig Castellar | Santa Coloma de Gramenet Montcada i Reixac   | poblat ibèric edifici històric despoblat |         | 41° 28′ 13″ N, 2° 12′ 24″ E / 41.4703°N,2.2066°E ca:Puig Castellar | bé cultural d'interès nacional | Puig Castellar (Santa Coloma de Gramenet)                 | Modifica les dades a Wikidata |
|        | poblat ibèric de les Maleses     | Sant Fost de Campsentelles Montcada i Reixac | poblat ibèric                            |         | 41° 29′ 37″ N, 2° 13′ 27″ E / 41.49374°N,2.224195°E                | bé cultural d'interès local    | Poblat ibèric de les Maleses (Sant Fost de Campsentelles) | Modifica les dades a Wikidata |

## polígon industrial
| imatge | Nom                                 | Ubicat a          | instància de       | Detalls | coordenades                                                         | Protecció | Commons (més fotos) | Dades a WD                    |
| ------ | ----------------------------------- | ----------------- | ------------------ | ------- | ------------------------------------------------------------------- | --------- | ------------------- | ----------------------------- |
|        | Polígon industrial Can Cuiàs        | Montcada i Reixac | polígon industrial |         | 41° 27′ 57″ N, 2° 10′ 16″ E / 41.4659167736325°N,2.17097849030382°E |           |                     | Modifica les dades a Wikidata |
|        | Polígon industrial Can Mas          | Montcada i Reixac | polígon industrial |         | 41° 29′ 48″ N, 2° 10′ 00″ E / 41.4966464796473°N,2.16676491624212°E |           |                     | Modifica les dades a Wikidata |
|        | Polígon industrial Can Milans       | Montcada i Reixac | polígon industrial |         | 41° 30′ 29″ N, 2° 11′ 25″ E / 41.5081636236013°N,2.19027118926264°E |           |                     | Modifica les dades a Wikidata |
|        | Polígon industrial Coll de Montcada | Montcada i Reixac | polígon industrial |         | 41° 28′ 32″ N, 2° 10′ 06″ E / 41.4754901657084°N,2.16828151485296°E |           |                     | Modifica les dades a Wikidata |
|        | Polígon industrial El Pla d'en Coll | Montcada i Reixac | polígon industrial |         | 41° 29′ 58″ N, 2° 11′ 19″ E / 41.4994511420658°N,2.18865444433193°E |           |                     | Modifica les dades a Wikidata |
|        | Polígon industrial Hermes           | Montcada i Reixac | polígon industrial |         | 41° 28′ 56″ N, 2° 09′ 46″ E / 41.4821152017511°N,2.16271090881422°E |           |                     | Modifica les dades a Wikidata |
|        | Polígon industrial La Ferreria      | Montcada i Reixac | polígon industrial |         | 41° 29′ 11″ N, 2° 10′ 12″ E / 41.4863564505169°N,2.16999925977751°E |           |                     | Modifica les dades a Wikidata |
|        | Polígon industrial La Granja        | Montcada i Reixac | polígon industrial |         | 41° 29′ 28″ N, 2° 10′ 25″ E / 41.4911383768997°N,2.17361595913551°E |           |                     | Modifica les dades a Wikidata |
|        | Polígon industrial Molí d'en Bisbe  | Montcada i Reixac | polígon industrial |         | 41° 29′ 24″ N, 2° 10′ 48″ E / 41.4901215572679°N,2.18004984894111°E |           |                     | Modifica les dades a Wikidata |

## pont
| imatge | Nom             | Ubicat a          | instància de | Detalls                                             | coordenades                                                            | Protecció | Commons (més fotos) | Dades a WD                    |
| ------ | --------------- | ----------------- | ------------ | --------------------------------------------------- | ---------------------------------------------------------------------- | --------- | ------------------- | ----------------------------- |
|        | Pont de la Mina | Montcada i Reixac | pont         | Travessa: línia Barcelona-Girona-Portbou Rec Comtal | 41° 28′ 27″ N, 2° 11′ 10″ E / 41.4740328212165°N,2.18616901311442°E    |           | Pont de la Mina     | Modifica les dades a Wikidata |
|        | Pont de la Roca | Montcada i Reixac | pont         | Travessa: Besòs                                     | 41° 28′ 58″ N, 2° 11′ 29″ E / 41.482842150664766°N,2.191413044929505°E |           | Pont de la Roca     | Modifica les dades a Wikidata |

## pont ferroviari
| imatge | Nom                                                                                | Ubicat a          | instància de    | Detalls                                                                                                | coordenades                                                            | Protecció                    | Commons (més fotos)                                                         | Dades a WD                    |
| ------ | ---------------------------------------------------------------------------------- | ----------------- | --------------- | --- | ---------------------------------------------------------------------- | ---------------------------- | --------------------------------------------------------------------------- | ----------------------------- |
|        | pont de ferro del ferrocarril de França al seu pas pel Ripoll                      | Montcada i Reixac | pont ferroviari | 1963 Travessa: Ripoll Hi passa: línia Barcelona-Girona-Portbou Llarg: 111.54m Llum: 30.42m             | 41° 29′ 17″ N, 2° 11′ 20″ E / 41.48818288365829°N,2.1888971328735356°E |                              | Pont de ferro del ferrocarril de França al seu pas pel Ripoll               | Modifica les dades a Wikidata |
|        | pont del ferrocarril de Sant Joan de les Abadesses sobre el Ripoll                 | Montcada i Reixac | pont ferroviari | 1884 1930 Travessa: Ripoll Hi passa: línia Barcelona-Ripoll Llarg: 102.8m                              | 41° 29′ 14″ N, 2° 11′ 04″ E / 41.48734704178817°N,2.184412479400635°E  |                              |                                                                             | Modifica les dades a Wikidata |
|        | pont del ferrocarril de Sant Joan de les Abadesses sobre el ferrocarril de Manresa | Montcada i Reixac | pont ferroviari | 1884 Travessa: línia Barcelona-Manresa-Lleida-Almacelles Hi passa: línia Barcelona-Ripoll Llum: 14.45m | 41° 29′ 04″ N, 2° 11′ 05″ E / 41.48445365974072°N,2.1847021579742436°E |                              |                                                                             | Modifica les dades a Wikidata |
|        | pont del ferrocarril de Sant Joan de les Abadesses sobre la Carretera Vella        | Montcada i Reixac | pont ferroviari | 1884 Hi passa: línia Barcelona-Ripoll Llum: 15m                                                        | 41° 29′ 02″ N, 2° 11′ 05″ E / 41.48393926718338°N,2.184745073318482°E  |                              | Pont del ferrocarril de Sant Joan de les Abadesses sobre la Carretera Vella | Modifica les dades a Wikidata |
|        | ponts de la línia de ferrocarril de Sant Joan de les Abadesses                     | Montcada i Reixac | pont ferroviari | Hi passa: línia Barcelona-Ripoll                                                                       | 41° 29′ 13″ N, 2° 11′ 04″ E / 41.486848746312134°N,2.184492945671082°E | bé amb protecció urbanística |                                                                             | Modifica les dades a Wikidata |

## porta
| imatge | Nom                                                  | Ubicat a          | instància de | Detalls                           | coordenades                                                                               | Protecció                                  | Commons (més fotos)                                  | Dades a WD                    |
| ------ | ---------------------------------------------------- | ----------------- | ------------ | --------------------------------- | ----------------------------------------------------------------------------------------- | ------------------------------------------ | ---------------------------------------------------- | ----------------------------- |
|        | Porta d'entrada del cementiri de Montcada            | Montcada i Reixac | porta        | Estil: arquitectura modernista    | 41° 28′ 59″ N, 2° 11′ 00″ E / 41.483055555556°N,2.1833333333333°E ca:Carrer de les Malves | bé integrant del patrimoni cultural català | Cementiri de Montcada                                | Modifica les dades a Wikidata |
|        | Porta d'entrada del cementiri de Sant Pere de Reixac | Montcada i Reixac | porta        | Estil: historicisme arquitectònic | 41° 29′ 45″ N, 2° 12′ 24″ E / 41.495792°N,2.206691°E cementiri de Sant Pere de Reixac     | bé integrant del patrimoni cultural català | Porta d'entrada del cementiri de Sant Pere de Reixac | Modifica les dades a Wikidata |

## serra
| imatge | Nom               | Ubicat a                                | instància de | Detalls | coordenades                                                  | Protecció | Commons (més fotos) | Dades a WD                    |
| ------ | ----------------- | --------------------------------------- | ------------ | ------- | ------------------------------------------------------------ | --------- | ------------------- | ----------------------------- |
|        | Serra de Llagat   | Cerdanyola del Vallès Montcada i Reixac | serra        |         | 41° 28′ 28″ N, 2° 09′ 12″ E / 41.4745°N,2.15331°E 170 msnm   |           | Serra de Llagat     | Modifica les dades a Wikidata |
|        | Serra de na Joana | Montcada i Reixac Cerdanyola del Vallès | serra        |         | 41° 28′ 53″ N, 2° 09′ 26″ E / 41.481303°N,2.15729°E 129 msnm |           | Serra de na Joana   | Modifica les dades a Wikidata |

## séquia
| imatge | Nom                                            | Ubicat a                                                                                | instància de | Detalls                     | coordenades                                                  | Protecció                    | Commons (més fotos)                            | Dades a WD                    |
| ------ | ---------------------------------------------- | --------------------------------------------------------------------------------------- | ------------ | --------------------------- | ------------------------------------------------------------ | ---------------------------- | ---------------------------------------------- | ----------------------------- |
|        | Conjunt Rec Comtal, Reixagó i Mina de Montcada | Montcada i Reixac                                                                       | séquia       |                             | 41° 28′ 27″ N, 2° 11′ 10″ E / 41.474272°N,2.186201°E         | bé cultural d'interès local  | Conjunt Rec Comtal, Reixagó i Mina de Montcada | Modifica les dades a Wikidata |
|        | Rec Comtal                                     | Vallbona Sant Andreu de Palomar Sant Pere, Santa Caterina i la Ribera Montcada i Reixac | séquia       | Estil: arquitectura popular | 41° 27′ 58″ N, 2° 11′ 12″ E / 41.46615611111111°N,2.186535°E | bé amb protecció urbanística | Rec Comtal                                     | Modifica les dades a Wikidata |

## xemeneia de fàbrica
| imatge | Nom                                          | Ubicat a          | instància de        | Detalls                     | coordenades                                                                           | Protecció                                                               | Commons (més fotos)                          | Dades a WD                    |
| ------ | -------------------------------------------- | ----------------- | ------------------- | --------------------------- | ------------------------------------------------------------------------------------- | ----------------------------------------------------------------------- | -------------------------------------------- | ----------------------------- |
|        | xemeneia 1 de la bòbila del coll de Montcada | Montcada i Reixac | xemeneia de fàbrica |                             | 41° 28′ 14″ N, 2° 10′ 08″ E / 41.47066411576107°N,2.1690219640731816°E                | bé amb protecció urbanística                                            | Xemeneia 1 de la bòbila del coll de Montcada | Modifica les dades a Wikidata |
|        | xemeneia 2 de la bòbila del coll de Montcada | Montcada i Reixac | xemeneia de fàbrica |                             | 41° 28′ 11″ N, 2° 10′ 07″ E / 41.469751675799934°N,2.1686249971389775°E               | bé amb protecció urbanística                                            | Xemeneia 2 de la bòbila del coll de Montcada | Modifica les dades a Wikidata |
|        | xemeneia 3 de la bòbila del coll de Montcada | Montcada i Reixac | xemeneia de fàbrica | Estil: arquitectura popular | 41° 28′ 18″ N, 2° 09′ 58″ E / 41.471701°N,2.166166°E ca:Pista al paratge de Can Cuiàs | bé integrant del patrimoni cultural català bé amb protecció urbanística | Xemeneia Can Cuiàs                           | Modifica les dades a Wikidata |
|        | xemeneia de la bòbila de la Vallençana       | Montcada i Reixac | xemeneia de fàbrica |                             | 41° 28′ 47″ N, 2° 11′ 35″ E / 41.47974360040877°N,2.193102836608887°E                 | bé amb protecció urbanística                                            | Xemeneia de la bòbila de la Vallençana       | Modifica les dades a Wikidata |
|        | xemeneia de la casa de les Aigües            | Montcada i Reixac | xemeneia de fàbrica |                             | 41° 28′ 20″ N, 2° 11′ 12″ E / 41.47232014138642°N,2.1867030858993535°E                |                                                                         | Xemeneia de la casa de les Aigües            | Modifica les dades a Wikidata |

## Misc
| imatge | Nom                                     | Ubicat a | instància de                                                         | Detalls                                                   | coordenades | Protecció                                            | Commons (més fotos)                      | Dades a WD                    |
| ------ | --------------------------------------- | --- | -------------------------------------------------------------------- | --------------------------------------------------------- | --- | ---------------------------------------------------- | ---------------------------------------- | ----------------------------- |
|        | Casa de les Aigües                      | Montcada i Reixac | estació de bombament                                                 | Arquitecte: Antoni Rovira i Trias                         | 41° 28′ 20″ N, 2° 11′ 13″ E / 41.472146°N,2.186821°E ca:Avinguda de la Ribera, s/n                                                                  | bé cultural d'interès local                          | Casa de les Aigües (Montcada i Reixac)   | Modifica les dades a Wikidata |
|        | Castell de Montcada                     | Montcada i Reixac | castell                                                              | Estil: arquitectura romànica Estat: enderrocat o destruït | 41° 28′ 38″ N, 2° 10′ 36″ E / 41.477226°N,2.176612°E                                                                                                | bé d'interès cultural bé cultural d'interès nacional | Castell de Montcada                      | Modifica les dades a Wikidata |
|        | Col·legi La Salle                       | Montcada i Reixac | edifici escolar                                                      |                                                           | 41° 29′ 20″ N, 2° 11′ 17″ E / 41.48885726928711°N,2.187998056411743°E ca:Pg. Sant Joan Baptista de La Salle, 1                                      |                                                      | La Salle Montcada                        | Modifica les dades a Wikidata |
|        | Depuradora de Montcada i Reixac         | Montcada i Reixac | depuradora d'aigües residuals                                        | 2002 Superfície: 3ha                                      | 41° 28′ 34″ N, 2° 11′ 34″ E / 41.47598°N,2.19279°E ca:Ctra. de la Roca, km 6,51                                                                     |                                                      |                                          | Modifica les dades a Wikidata |
|        | Dipòsit d'Aigües del Besòs              | Montcada i Reixac | dipòsit d'aigua estructura arquitectònica                            | Estil: arquitectura del ferro                             | | bé integrant del patrimoni cultural català           |                                          | Modifica les dades a Wikidata |
|        | Escultura La Força de la Terra          | Montcada i Reixac | monument                                                             |                                                           | 41° 29′ 12″ N, 2° 11′ 17″ E / 41.48653030395508°N,2.187972068786621°E ca:Plaça de l'Església                                                        |                                                      |                                          | Modifica les dades a Wikidata |
|        | Estació de Can Cuiàs                    | Montcada i Reixac | estació soterrada estació de metro estació final                     | 2003 Anomenat per: Can Cuiàs                              | 41° 27′ 48″ N, 2° 10′ 19″ E / 41.4632°N,2.17181°E                                                                                                   |                                                      | Can Cuiàs metrostation                   | Modifica les dades a Wikidata |
|        | Gallecs                                 | Àmbit Metropolità de Barcelona Mollet del Vallès Parets del Vallès Santa Perpètua de Mogoda Lliçà de Vall Montcada i Reixac Gallecs | Espai Natural Protegit àrea protegida Pla d'Espais d'Interès Natural | 2009 Superfície: 702.08025ha                              | 41° 33′ 44″ N, 2° 11′ 41″ E / 41.562158333333336°N,2.194602777777778°E ca:Entre la carretera de Caldes C-59 i el camí de la Serra de Mollet 65 msnm |                                                      | Gallecs                                  | Modifica les dades a Wikidata |
|        | Llacunes de Mas Duran                   | Montcada i Reixac | zona humida                                                          | Superfície: 0.65ha                                        | 41° 29′ 46″ N, 2° 10′ 34″ E / 41.4961°N,2.17624°E Parc de la Llacuna                                                                                |                                                      | Llacunes del Mas Duran                   | Modifica les dades a Wikidata |
|        | Línia 11 del metro de Barcelona         | Barcelona Nou Barris Montcada i Reixac                                                                                              | línia de metro automàtic                                             | Llarg: 2.3km                                              | 41° 27′ 48″ N, 2° 10′ 19″ E / 41.4632°N,2.1718111111111°E                                                                                           |                                                      | Barcelona Metro line 11                  | Modifica les dades a Wikidata |
|        | N-150                                   | Vallès Occidental Nou Barris Montcada i Reixac Ripollet Cerdanyola del Vallès Barberà del Vallès Sabadell Terrassa                  | carretera carretera nacional d'Espanya                               | Llarg: 25km                                               | 41° 29′ 22″ N, 2° 09′ 12″ E / 41.489553°N,2.153261°E                                                                                                |                                                      | N-150                                    | Modifica les dades a Wikidata |
|        | Parc Fluvial del Besòs                  | Montcada i Reixac Santa Coloma de Gramenet Sant Adrià de Besòs Barcelona Nou Barris Sant Andreu Sant Martí                          | jardí públic                                                         | Superfície: 112.92ha                                      | 41° 25′ 49″ N, 2° 12′ 53″ E / 41.43027778°N,2.21472222°E                                                                                            |                                                      | Parc Fluvial del Besòs                   | Modifica les dades a Wikidata |
|        | Parc de la Llacuna                      | Montcada i Reixac | parc                                                                 | 2009 Superfície: 13.16ha                                  | 41° 29′ 38″ N, 2° 10′ 28″ E / 41.493804°N,2.174361°E ca:Carrer de Can Duran, 2                                                                      |                                                      | Parc de la Llacuna                       | Modifica les dades a Wikidata |
|        | Puig Castellar                          | Montcada i Reixac | vèrtex geodèsic                                                      |                                                           | 41° 28′ 13″ N, 2° 12′ 24″ E / 41.470313°N,2.206596°E 302.677 msnm                                                                                   |                                                      |                                          | Modifica les dades a Wikidata |
|        | Tanatori de Collserola                  | Montcada i Reixac | tanatori                                                             |                                                           | 41° 28′ 15″ N, 2° 09′ 24″ E / 41.4707395906619°N,2.15664184384064°E                                                                                 |                                                      |                                          | Modifica les dades a Wikidata |
|        | Túnel del Turó de Montcada              | Montcada i Reixac | túnel                                                                |                                                           | |                                                      |                                          | Modifica les dades a Wikidata |
|        | ajuntament de Montcada i Reixac         | Montcada i Reixac | antic ajuntament                                                     | Estil: historicisme arquitectònic                         | 41° 29′ 08″ N, 2° 11′ 16″ E / 41.48555°N,2.187851°E ca:Major, 32 - Domènec Fins, 15                                                                 | bé integrant del patrimoni cultural català           | Antic ajuntament de Montcada i Reixac    | Modifica les dades a Wikidata |
|        | alzina de Santa Maria                   | Montcada i Reixac | arbre singular                                                       | Taxon: alzina (Quercus ilex) Ample: 5m Alt: 6m            | 41° 28′ 54″ N, 2° 10′ 02″ E / 41.48175707210138°N,2.1671229600906377°E                                                                              |                                                      | Alzina de Santa Maria                    | Modifica les dades a Wikidata |
|        | barri de la Ribera                      | Montcada i Reixac | barri                                                                |                                                           | 41° 28′ 35″ N, 2° 11′ 16″ E / 41.47639973276479°N,2.187802791595459°E                                                                               |                                                      | Barri de la Ribera (Montcada i Reixac)   | Modifica les dades a Wikidata |
|        | capella de Jesús del Gran Poder         | Montcada i Reixac | edifici religiós capella                                             |                                                           | 41° 29′ 13″ N, 2° 09′ 48″ E / 41.48701858520508°N,2.163283109664917°E ca:Avinguda de la Ferreria, 1 (Pol. Ind)                                      |                                                      |                                          | Modifica les dades a Wikidata |
|        | carrer Colon                            | Montcada i Reixac | carrer                                                               |                                                           | 41° 29′ 00″ N, 2° 11′ 17″ E / 41.48341°N,2.18797°E                                                                                                  | bé integrant del patrimoni cultural català           | Carrer Colon (Montcada i Reixac)         | Modifica les dades a Wikidata |
|        | casa consistorial de Montcada i Reixac  | Montcada i Reixac | casa consistorial                                                    |                                                           | 41° 28′ 48″ N, 2° 11′ 14″ E / 41.480023°N,2.1872307°E                                                                                               |                                                      |                                          | Modifica les dades a Wikidata |
|        | fàbrica de ciment Asland                | Montcada i Reixac | fàbrica de ciment                                                    |                                                           | 41° 28′ 29″ N, 2° 11′ 02″ E / 41.47475988847106°N,2.183940410614014°E                                                                               | bé amb protecció urbanística                         | Lafarge-Asland cement factory (Montcada) | Modifica les dades a Wikidata |
|        | parròquia de Santa Engràcia de Montcada | Montcada i Reixac | parròquia catòlica                                                   |                                                           | ca:Pl. Església, 9. 08110 Montcada i Reixac |                                                      |                                          | Modifica les dades a Wikidata |
|        | pla del Besòs                           | Montcada i Reixac | indret                                                               |                                                           | 41° 29′ 44″ N, 2° 11′ 47″ E / 41.495673°N,2.19645°E 39 msnm                                                                                         |                                                      | Pla del Besòs                            | Modifica les dades a Wikidata |